# Karl Josef Batthyány

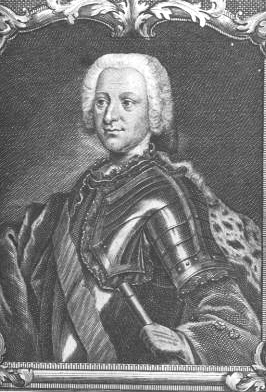
Karl Josef Batthyány

Karl Josef (eller Károly-Jozséf) Batthyány, född 28 april 1697 och död 15 april 1772 var en österrikisk fältmarskalk, hovman och riksfurste av den ungerska adelsätten Batthyány.
Batthyány utmärkte sig i det österrikiska tronföljdskriget, då han slog fransmän och bajrare i slaget vid Pfaffenhofen 1745, och erövrade Bayern.